# Соромливий
Соромливий  (англ. Bashful) — американська короткометражна кінокомедія режисера Альфреда Дж. Гулдінга 1917 року.

## Сюжет
Для того, щоб претендувати на спадщину, наш герой повинен спочатку одружитись і завести сім'ю.

## У ролях
- Гарольд Ллойд — хлопець
- Снуб Поллард — дворецький
- Бібі Данієлс — дівчина
- Вільям Блейсделл
- Семмі Брукс
- Біллі Фей
- Вільям Гіллеспі
- Макс Гамбургер
- Аннетт Хеттен
- Бад Джеймісон